# Żyła nabrzuszna dolna

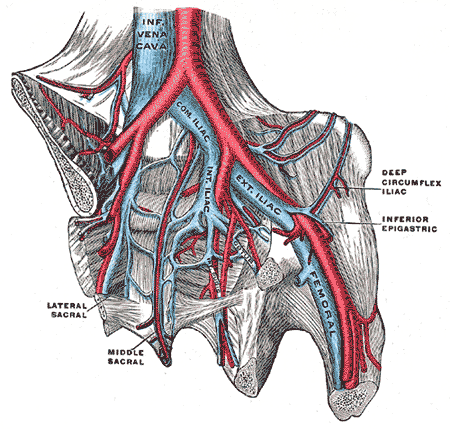
Żyła biodrowa zewnętrzna i jej dopływy. Żyła nabrzuszna dolna podpisana inferior epigastric.

Żyła nabrzuszna dolna (łac. vena epigastrica inferior) – w anatomii człowieka pień żylny zbierający krew z  mięśnia prostego brzucha oraz jądra i najądrza rozpoczynający się powyżej pępka wewnątrz mięśnia prostego brzucha i uchodzący do żyły biodrowej zewnętrznej.
Żyła nabrzuszna dolna na początku jest podwójna a w odcinku końcowym pojedyncza. Rozpoczyna się powyżej pępka w mięśniu prostym brzucha, następnie biegnie ku dołowi i nieco do boku razem z tętnicą nabrzuszną dolną po czym wychodzi z pochewki mięśnia prostego brzucha, dochodzi do więzadła pachwinowego i uchodzi do żyły biodrowej zewnętrznej. Jej dopływem jest żyła dźwigacza jądra.
Tworzy zespolenia z żyłą nabrzuszną górną, żyłami przypępkowymi, skórnymi żyłami brzucha i żyłą zasłonową, z którą wytwarza zespolenie analogiczne do odpowiedniego zespolenia tętniczego.
Żyła nabrzuszna dolna posiada liczne zastawki poniżej pępka.